# Zespół Elektrociepłowni Bielsko-Biała
Zespół Elektrociepłowni Bielsko-Biała – zespół dwóch elektrociepłowni w rejonie Bielska-Białej:
- Elektrociepłownia Bielsko-Biała (EC1) w Bielsku-Białej,
- Elektrociepłownia Bielsko-Północ (EC2) w Czechowicach-Dziedzicach.

Obydwie elektrociepłownie EC1 i EC2 zasilają wspólną sieć ciepłowniczą wodną miasta Bielska-Białej, a EC2 zasila również sieć ciepłowniczą wodną miasta Czechowice-Dziedzice. Podstawowym paliwem jest węgiel kamienny, a w niewielkich ilościach również olej opałowy i gaz ziemny.
12 października 1993 r. podpisany został akt notarialny, na podstawie którego przedsiębiorstwo państwowe Zespół Elektrociepłowni Bielsko-Biała przekształcone zostało w jednoosobową spółkę Skarbu Państwa. Od 1 stycznia 1994 r. funkcjonuje jako Zespół Elektrociepłowni Bielsko-Biała Spółka Akcyjna, znajdujący się od 28 grudnia 2001 r. w składzie Południowego Koncernu Energetycznego S.A.